# Cacouna
Cacouna är en kommun i provinsen Québec i Kanada. Den ligger i regionen Bas-Saint-Laurent, i den östra delen av landet, 500 km nordost om huvudstaden Ottawa. Kommunen bildades 2006 genom sammanslagning av bykommunen Saint-Georges-de-Cacouna, sedan länge kallad Cacouna, och socknen med samma namn.